# Notopoides
Notopoides is een geslacht van kreeftachtigen uit de klasse van de Malacostraca (hogere kreeftachtigen).

## Soort
- Notopoides latus Henderson, 1888